# Magdémé
Magdémé (ou Magdeme, Mokademi, Mokadémi) est une localité du Cameroun située dans le canton du même nom et la commune de Mora, dans le département du Mayo-Sava et la région de l'Extrême-Nord, à proximité de la frontière avec le Nigeria.

## Population
En 1966-1967, le village comptait 114 habitants, principalement Zulgo, Mada, Mandara et Mouyeng.
Lors du recensement de 2005, 819 personnes y ont été dénombrées, et 4 386 pour l'ensemble du canton de Magdémé.

## Histoire
Le 27 décembre 2014, 200 hommes et garçons ont été enlevés à Magdémé et dans un village proche, Doublé, par les forces de sécurité camerounaises dans le cadre d'opérations menées contre Boko Haram. En janvier 2016, 130 personnes sont toujours portées disparues.